# Gambusia affinis
|  | Per a altres significats, vegeu «Gambusia holbrooki». |

La gambúsia o moixó de moscard (Gambusia affinis) és una espècie de peix d'aigua dolça de la família dels pecílids. S'assembla a espècies populars en l'aquariofília com els guppys, ja que és de la mateixa família taxonòmica. Es tracta d'un peix natiu de les maresmes de la Costa Est dels Estats Units i el Golf de Mèxic, on s'alimenta de crustacis i larves i pupes d'insectes. És molt resistent i pot sobreviure en aigües amb baixa saturació d'oxigen, altes salinitats (fins al doble que l'aigua marina) i altes temperatures, amb casos descrits de fins a 42 °C per curts períodes. Per aquest motiu, juntament amb l'espècie germana Gambusia holbrooki amb la que sovint s'ha confós, és un dels peixos més escampats arreu del món, atès que s'ha mirat d'utilitzar per a control de plagues de malalties associades amb els mosquits (com ara el paludisme). L'espècie més introduïda a Europa, Austràlia i Àfrica és Gambusia holbrooki, que abans es considerava una subespècie de G. affinis.